# Aéroport de Gbenko
L'aéroport de Gbenko (code OACI : GUGO) est une piste d'atterrissage desservant Banankoro en Guinée. C'est 6,4 km au nord de Banankoro, près du village de Gbenko.
La balise non directionnelle Gbenko (Ident: GK ) est située sur le terrain.

## Situation
| \| 50 km1:11 257 000 \| Conakry Kamsar Boké Fria Labé Faranah Kankan Siguiri Kissidougou Macenta Kérouané - Gbenko N'Zérékoré |
| 50 km1:11 257 000 |

## Voir également
- Transport en Guinée
- Liste des aéroports de Guinée